# Марія-Елеонора Бранденбурзька
Марія Елеонора Бранденбурзька (11 листопада 1599 — 28 березня 1655) — німецька принцеса і королева Швеції, дружина короля Густава II Адольфа (Gustavus Adolphus ).
Дочка Йоганна Сигізмунда, курфюрста Бранденбурзького, та Анни, герцогині Прусської, дочки Альберта Фрідріха, герцога Пруссії.
У 1620 році Марія Елеонора стала дружиною Густава Адольфа за згодою матері, але проти волі її брата Георга-Вільгельма, курфюрста Бранденбурга, який щойно змінив її батька. У 1626 році вона народила дочку Христину.

## Заручини
У 1616 році 22-річний Густав Адольф зі Швеції почав шукати протестантську наречену. З 1613 року він намагався отримати дозвіл матері на одруження з дворянкою Ебба Браге, але дозволу не отримав, і йому довелося відмовитися від шлюбу з нею, хоча він продовжував бути в неї закоханий. До нього надходили звіти з найулесливішими описами фізичних і душевних якостей прекрасної 17-річної принцеси Марії Елеонори. Курфюрст Іоанн Сигізмунд був прихильно налаштований до шведського короля, але він став дуже немічним після апоплексичного інсульту восени 1617 року. Його рішуча прусська дружина виявила сильну неприязнь до цього шведського залицяльника, оскільки Пруссія була польським феодальним володінням, а польський король Сигізмунд III Ваза все ще обурювався захопленням Швеції батьком Густава Адольфа Карлом IX.
Марія Елеонора мала додаткових залицяльників у молодого Вільгельма Оранського (?), Владислав Вазу з Польщі, Адольфа Фрідріха з Мекленбурга і навіть майбутнього Карлв I Англійського. Брат Марії Елеонори, Джордж Вільям, був підлещений пропозицією британського кронпринца і запропонував їх молодшу сестру Катерину (1602–1644) як більш підходящу дружину для шведського короля. Однак, схоже, Марія Елеонора віддала перевагу Густаву Адольфу. Для нього було справою честі отримати руку Марії Елеонори і нікого іншої. Він відремонтував кімнати свого замку в Стокгольмі і почав готуватися до від’їзду до Берліна, щоб особисто реалізувати свій задум, коли від матері Марії Елеонори надійшов лист до його матері. Монархиня вимагала, щоб вдова королева перешкодила подорожі свого сина, оскільки «завдає шкоди інтересам Бранденбурга з огляду на стан війни між Швецією та Польщею». Її чоловік, як вона написала, був «настільки ослаблений у волі через хворобу, що його можна було переконати погодитися на що завгодно, навіть якщо це веде до руйнування країни». Це була відсіч, яка межувала з образою.

## Шлюб і діти

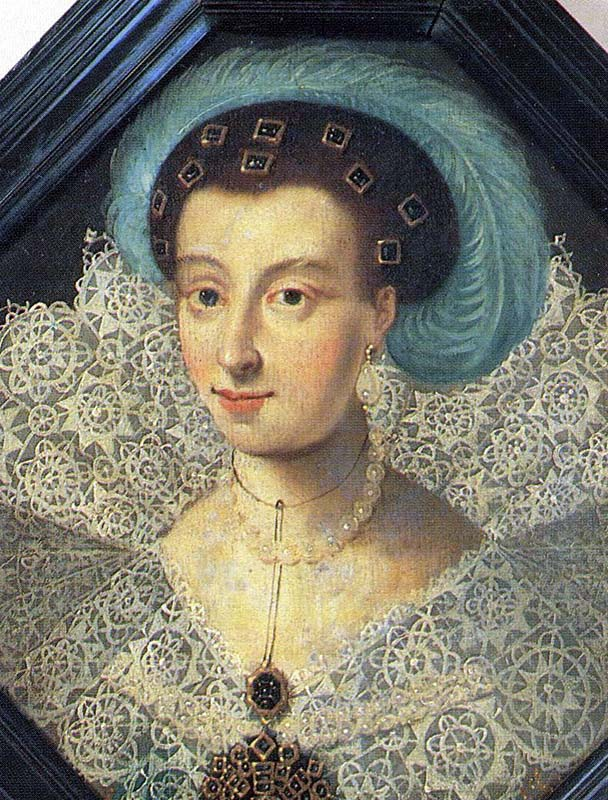
Сучасний портрет Марії Елеонори, що демонструє схожість з її дочкою Христиною

Курфюрст Йоганн Сигізмунд, батько Марії Елеонори, помер 23 грудня 1619 року, і перспектива шведського шлюбу, здавалося, зникла з ним. Проте навесні 1620 року впертий Густав Адольф прибув до Берліна. Вдова зберігала стриманість і навіть відмовилася надати шведському королю особисту зустріч з Марією Елеонорою. Проте всі присутні помітили інтерес принцеси до молодого короля. Згодом Густав Адольф обійшов інші протестантські німецькі країни, заявляючи про намір вивчити кілька варіантів шлюбу. Повернувшись до Берліна, вдова, здається, повністю захопилася чарівним шведським королем. Після того, як Густав Адольф передав свою милість Марії Елеонорі, поспішив назад до Швеції, щоб домовитися про прийом своєї нареченої.

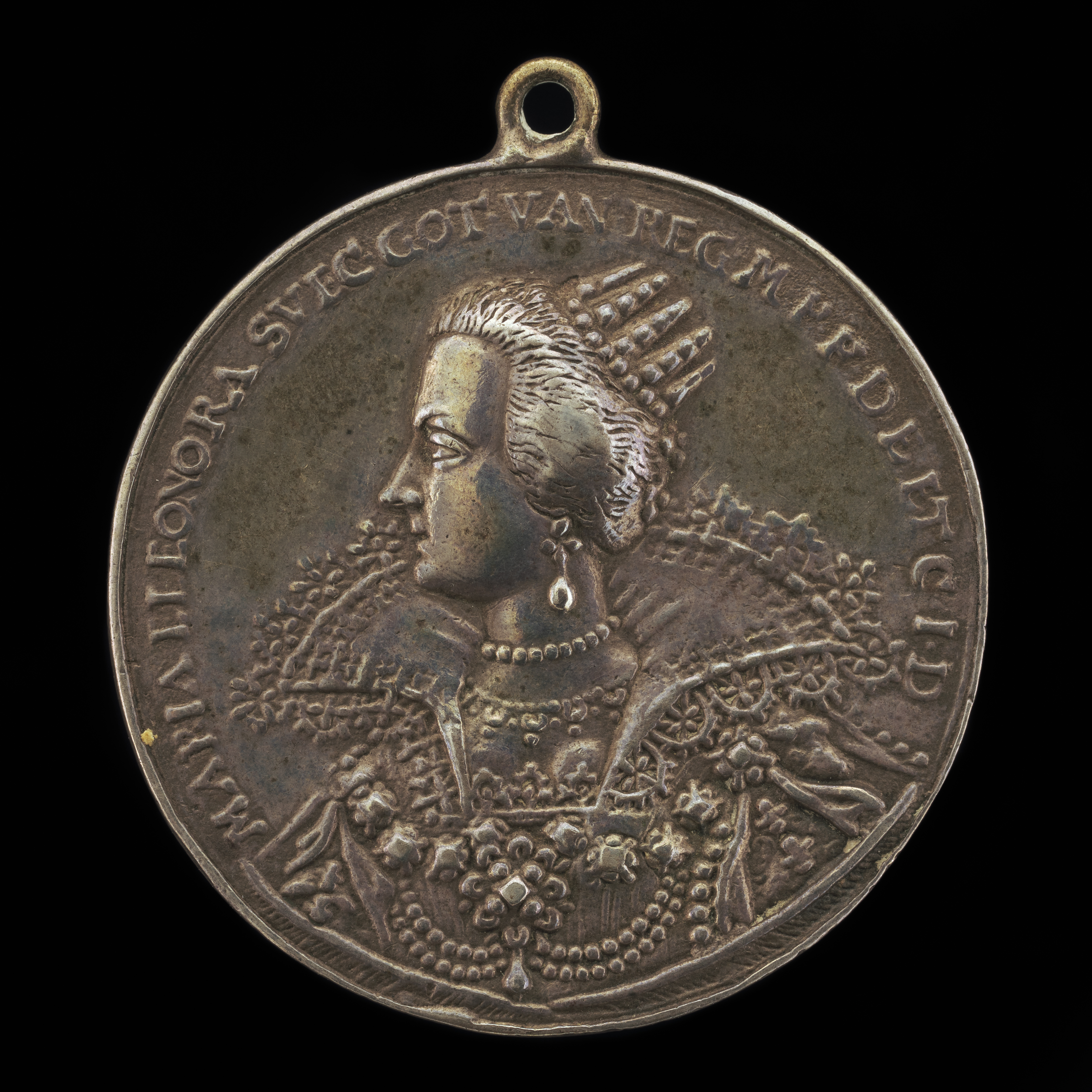
Марія Елеонора Бранденбурзька, портретна медаль, 1620, Національна галерея мистецтв

Новий курфюрст Георг Вільгельм, який проживав у Пруссії, був вражений, коли почув про самостійну дію своєї матері. Він написав Густаву Адольфу, щоб він відмовився від його згоди на шлюб, поки Швеція та Польща не врегулюють свої розбіжності. Однак саме вдова, згідно з сімейним звичаєм Гогенцоллернів, мала останнє слово у виданні руки дочки. Вона відправила Марію Елеонору на територію, недоступну для Георга-Вільгельма, і сама завершила переговори про шлюб.
Перш ніж приєднатися до Марії Елеонори в Брауншвіку, Анна Прусська забезпечила собі добірку цінних речей із казначейства. Загін шведського флоту перевів жінок до Кальмара, де на них нетерпляче чекав Густав Адольф. Весілля відбулося в Стокгольмі 25 листопада 1620 року. В честь свята була поставлена комедія за мотивами історії Улофа Шетконунга. Густав Адольф, за його власними словами, нарешті «мав бранденбурзьку леді в шлюбному ложі». Анна Прусська фактично залишилася зі своєю дочкою у Швеції кілька років після одруження. 
Густав Адольф поділяв інтерес Марії Елеонори до архітектури та її любов до музики, водночас вона була сентиментально віддана своєму чоловікові. Часто вона скаржилася, що ніколи не мала свого героя для себе. Іноземні посли вважали її милосердною і красивою, і вона мала гарний смак, хоча в її характері були деякі екстравагантні риси. Марія Елеонора безперечно любила розваги та солодощі, і незабаром вона піддалася тодішньому модному захопленню скоморохами та гномами. Вона говорила французькою, придворною мовою того часу, але ніколи не намагалася навчитися правильно писати німецькою чи шведською.
Протягом шести місяців після їхнього шлюбу Густав Адольф вирушив командувати облогою Риги, залишивши Марію Елеонору на ранніх стадіях її першої вагітності. Вона жила виключно в компанії своїх німецьких фрейлин і мала труднощі з адаптацією до шведського народу, сільської місцевості та клімату. Вона не любила поганих доріг, похмурих лісів і лісистих будинків, покритих дерном. Вона також сумувала за чоловіком. Через рік після їхнього весілля у неї стався викидень і вона важко захворіла. Марія була бурхливою, надмірною, невротичною і ревнивою. Її часто обмовляли грубими словами, і вона не шкодувала свого чоловіка, навіть коли були присутні сторонні люди. Її емоційному життю бракувало рівноваги, і все, за що Марія Елеонора робила з власної ініціативи, вимагало уважного спостереження. Незабаром близькі Густава Адольфа зрозуміли, що його подружнє життя було джерелом горя і тривоги.
Восени 1623 року Марія Елеонора народила дочку, але наступного року дитина померла. На той час єдиними вцілілими спадкоємцями чоловічої статі були ненависний король Польщі та його сини. Оскільки Густав Адольф ризикував своїм життям у боях, спадкоємця престолу чекали з нетерпінням. Восени Марія Елеонора завагітніла втретє. У травні 1625 року вона була в доброму настрої і наполягала на тому, щоб супроводжувати чоловіка на королівській яхті для огляду флоту. Здавалося, небезпеки не було, бо військові кораблі були пришвартовані якраз навпроти замку, але раптовий шторм ледь не перекинув яхту. Королеву поспішно повернули до замку, але, прийшовши туди, вона вигукувала: «Ісусе, я не відчуваю своєї дитини!» Невдовзі після цього бажаний син народився мертвим.

## Народження Христини
З поновленням війни з Річчю Посполитою Густаву Адольфу довелося знову залишити дружину. Ймовірно, що вона віддалася депресії та горю, як ми знаємо, у 1627 році, і, ймовірно, саме з цієї причини король дозволив своїй королеві приєднатися до нього в Лівонії після того, як поляки були розбиті в січні 1626 року. У квітні Марія Елеонора виявила, що знову вагітна. Цього разу не ризикнули і астрологи передбачили народження сина та спадкоємця. Під час затишшя у війні Густав Адольф поспішив назад до Стокгольма, щоб дочекатися народження дитини. Пологи були важкими. 7 грудня народилася дитина з шерстю (лануго), яка огорнула його від голови до колін, залишивши вільними лише обличчя, руки та нижню частину ніг. Крім того, у нього був великий ніс і був покритий волоссям. Таким чином, передбачалося, що дитина була хлопчиком, і так сказали королю. Однак при детальному огляді було встановлено, що дитина була дівчинкою. Зведена сестра Густава Адольфа Катарина повідомила йому, що дитина була дівчинкою. Вона «несла дитину на руках до короля в такому стані, щоб він побачив, знав і усвідомив для себе те, чого вона не наважувалася йому сказати». Густав Адольф зауважив: «Вона буде розумною, бо прийняла всіх нас». Його розчарування тривало недовго, і він вирішив, що вона буде називатися Христиною на честь його матері. Він наказав сповістити про народження з усією урочистістю, якою зазвичай приділяється прибуття спадкоємця чоловічої статі. Здається, це свідчить про те, що Густав Адольф у віці 33 років не мав надії мати інших дітей. Найімовірнішим поясненням цього є стан здоров’я Марії Елеонори. Однак її пізніші портрети та дії не свідчать про те, що вона була фізично тендітною.
Незабаром після пологів Марія Елеонора була не в стані сказати правду про стать дитини, і король і двір чекали кілька днів, перш ніж повідомити їй цю новину. Вона кричала: «Замість сина мені дають дочку, темну й потворну, з великим носом і чорними очима. Заберіть її у мене, у мене не буде такого монстра!» Можливо, вона страждала від післяпологової депресії. У збудженому стані королева намагалася поранити дитину.

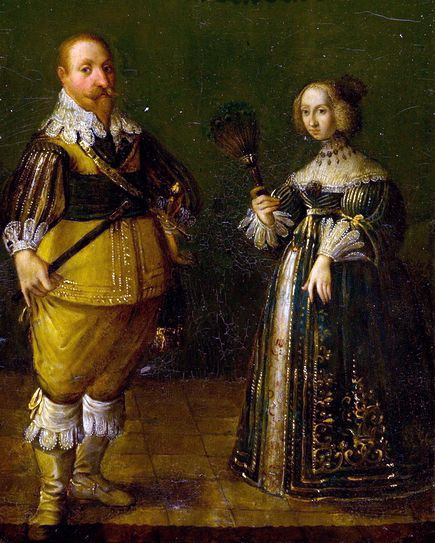
Густав Адольф і Марія Елеонора

У ранньому дитинстві Христина неодноразово стикалася з нещасними випадками. Одного разу на люльку таємничим чином впала балка. Іншого разу вона впала зі сходового проходу, очевидно, випадково. Іншого разу няньку звинуватили в тому, що вона впустила дитину на кам’яну підлогу, пошкодивши плече, яке потім залишалося трохи кривим.
Через рік після народження Христини Марія Елеонора була в стані істерики через відсутність чоловіка. У 1632 році Густав Адольф описав свою дружину як «дуже хвору жінку». Для неї було якесь виправдання; вона втратила трьох немовлят і все ще відчувала себе ізольованою іноземкою на ворожій землі, особливо після 1627 року, коли її брат приєднався до ворогів Швеції. Тим часом, коли він був у поході, життя її чоловіка постійно перебувало під загрозою. У 1627 році Густав Адольф був і хворий, і поранений. Через два роки йому вдалося втекти в Штумі.
Густав Адольф був відданий своїй дочці і намагався виховати Христину як хлопчика. У віці двох років вона плескала в долоні й сміялася від радості, коли великі гармати замку Кальмар вирвали королівський салют. Після цього Густав Адольф часто брав дочку з собою на військові огляди. Марія Елеонора виявляла мало прихильності до дочки і не мала ніякого впливу на виховання Христини. Принцеса була передана під опіку зведеної сестри Густава Адольфа Катерини та канцлера Акселя Оксеншерни.
У 1630 році Густав Адольф прийшов до висновку, що плани Габсбургів щодо панування в Балтії загрожують самому існуванню Швеції, а також її релігійній свободі. Перед тим, як піти, щоб приєднатися до Тридцятилітньої війни, він обговорював можливе регентство з членами уряду і зізнався їм, що його дружина була «нещасною жінкою». Незважаючи на це, Густав Адольф не міг змусити себе призначити регентську раду, в якій не було б її імені. Акселю Оксенстієрні він зізнався: «Якщо зі мною щось трапиться, моя сім’я заслужить твою жалість [..], мати позбавлена здорового глузду, дочка неповнолітня – безнадійна, якщо вони панують, і небезпечна, якщо інші прийдуть до панувати над ними».

## Діти
| Ім'я     | Народилося                         | Померло                            | Примітки                                                                              |
| -------- | ---------------------------------- | ---------------------------------- | ------------------------------------------------------------------------------------- |
| Дочка    | 24 липня 1621 року Стокгольм       | 24 липня 1621 року Стокгольм       | Мертвонароджена, похована у Ріддархольмскіркані .                                     |
| Христина | 16 жовтня 1623 року Стокгольм      | 21 вересня 1624 року Стокгольм     | Передбачувана спадкоємиця престолу Швеції ; похована у Ріддархольмскіркані .          |
| Син      | Травень 1625 року Замок Гріпсхольм | Травень 1625 року Замок Гріпсхольм | Мертвонароджений, похований у Ріддархольмскіркані .                                   |
| Христина | 8 грудня 1626 року Стокгольм       | 9 квітня 1689 року Рим             | Королева Швеції (1632 р – 1652), не була у шлюбі; похована у базиліці Святого Петра . |

## Вдівство

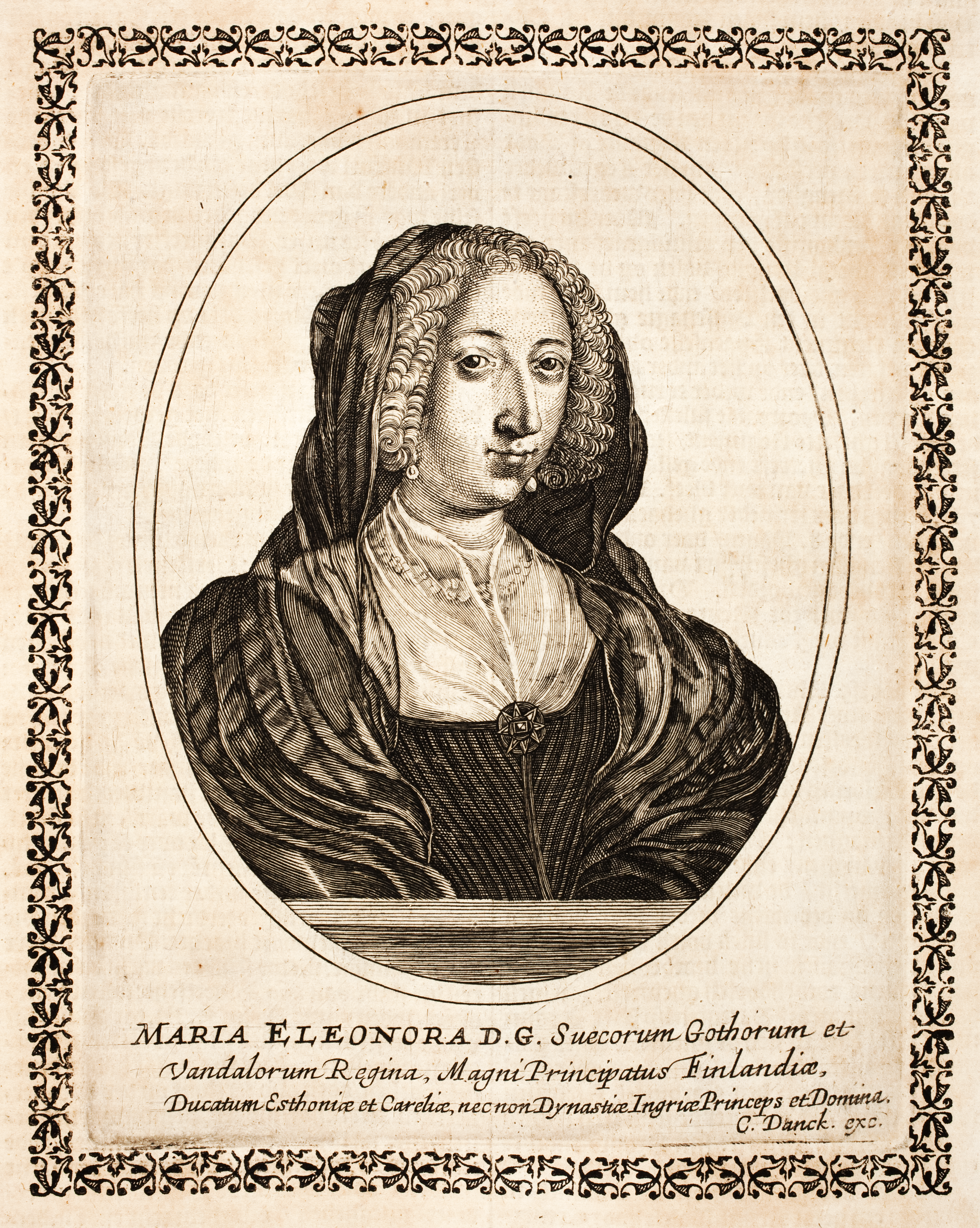
Гравюра Марії Елеонори

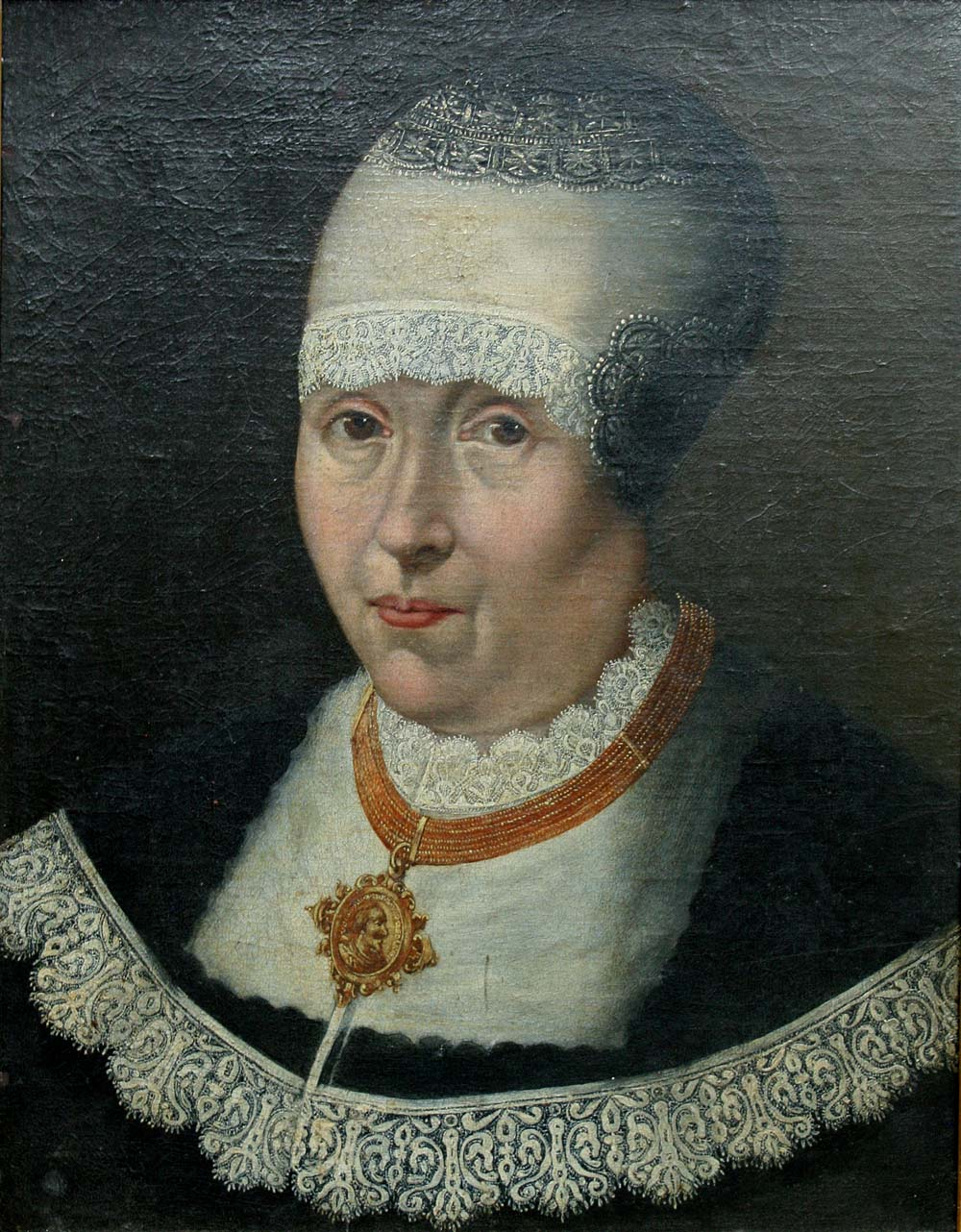
Королева Марія Елеонора приблизно 1650 р

Протягом наступних двох років Густав Адольф пройшов по спустошеній Німеччині, підкоривши Померанію та Мекленбург. На початку листопада 1632 року він поїхав до Ерфурта, щоб попрощатися з Марією Елеонорою, яка перебувала в Німеччині з минулої зими. У битві при Лютцені 37-річний Густав Адольф був поранений у спину. Він упав і його кінь відтягнув на деяку відстань. Йому вдалося звільнитися від стремена, але, лежачи на землі, «Півночний лев» був убитий черговим пострілом у голову. До ночі обидві армії були виснажені, але Бернард Саксен-Веймарський і шведи захопили всю імперську артилерію і володіли ключовою позицією. Тіло короля було знайдено лежачим обличчям донизу в багнюці, з одягу лишилася лише сорочка.
Марія Елеонора не була включена до регентського уряду під час неповноліття дочки, оскільки державна рада не вважала її придатною як регентку. Насправді король ніколи не залишав жодних інструкцій про те, що вона не повинна бути включена до справи неповноцінного регентства, але вони підтвердили свої підстави для виключення твердженням, що покійний король сказав їм, що їй ніколи не слід довіряти справи державі, хоча він ніколи не залишав жодних документів, щоб підтвердити це.  Коли їй повідомили, що уряд регентства було сформовано в травні 1633 року і що вона була виключена з нього, Марія Елеонора, як повідомляється, була ображена і вказала, що її покійна свекруха, Крістіна Гольштейн-Готторпська, служила регенткою під час неповноліття свого сина. У відповідь, однак, представник регентської ради Габріель Густафссон Оксенстієрна відповів, що її інформація про регентство вдови королеви Крістіни була сильно перебільшеною, і що у Швеції насправді не було традиції включати королев-вдів до регентств. Насправді це була брехня: регентом була не тільки вдова королева Крістіна, але й король Швеції Густав I проголосив свою королеву Маргарет Лейонгувуд регенткою у разі незначного регентства в 1544 р., а Юган III Шведський передбачив таке. регентство як для його першої королеви, Катерини Ягеллонки, так і для його другої, Гуніли Більке. Марія  однак, прийняла відповідь і заявила, що була б задоволена довірити політику іншим і контролювати опіку над своєю дочкою.
У 1633 році Марія Елеонора повернулася до Швеції з забальзамованим тілом свого чоловіка. У Нючепінгу 7-річна королева Христина урочистою процесією прийшла на корабель, щоб прийняти свою матір. Пізніше вона написала: «Я обійняла королеву, мою матір, вона втопила мене своїми сльозами і практично задушила в обіймах». Більше року Марія Елеонора засуджувала Христину до траурного усамітнення в кімнатах, обтягнутих чорним і освітлених свічками вдень і вночі, звідки був виключений кожен промінь світла. Вона змусила дочку спати з нею в ліжку, над яким у золотій скрині було підвішене батькове серце. Ситуацію погіршив безперервний плач Марії Елеонори. Христина, яка також була дещо деформована, одне плече було вище за інше, також ненавиділа гномів і скоморохів своєї матері. Вона тяжко захворіла; на її лівій грудях з’явилася виразка, яка завдала їй жахливого болю та високої температури, аж поки не лопнула. Влітку 1634 року похоронна процесія нарешті пройшла до Стокгольма. Пізніше королева Христина написала про свою матір: «Вона виконала свою роль жалоби досконало».
Марія Елеонора занурилася в тривалий період емоційної дисрегуляції через горе. Їй було складніше, ніж будь-коли, приховати свою неприязнь до шведських «скель і гір, морозного повітря та всього іншого». До кінця життя зберігала пам'ять про чоловіка, плакала годинами і навіть днями. Коли регентська рада намагалася розлучити Христину з її матір'ю, Марія Елеонора плакала і так гірко протестувала, що нічого не було зроблено.

## Відносини з королевою Христиною
У 1636 році Марія Елеонора була доставлена в замок Гріпсхольм і офіційно втратила батьківські права на дочку, бо часом вона була зовсім без глузду. У 1639 році був перехоплений лист, написаний нею і призначений для заклятого ворога Швеції, короля Данії Крістіана IV. Після виклику Марія Елеонора влітку 1640 року з’явилася до двору дочки зі сльозами. Королева Крістіна, 13 років, міркувала зі своєю матір'ю і відмовляла її від проживання в Нючепінгу поблизу Данії. Після цього Марія Елеонора повернулася до Гріпсхольма. Щоб здійснити один зі своїх періодичних постів, вона пішла на відлюд у власне помешкання в супроводі лише однієї з її фрейлінь, Анни Софії фон Бюлов. Марія Елеонора регулярно писала своїй дочці Христині. Вона та її німецький двір хотіли залишити своє вигнання в замку Гріпсхольм. Христина відповіла тактовно, знаючи, що Рада не дозволить королеві-матері відпустку. Згодом її мати попросила взагалі покинути Швецію. Христина запросила її в Стокгольм, намагаючись переконати залишитися в країні. Вночі дві дами спустилися з вікна і їх у човні перевезли на інший бік сусіднього озера, де на них чекала карета. Вони поїхали до Нючепінга, де сіли на данське судно. Король Крістіан IV мав намір відвезти її додому в Бранденбург, але вона переконала капітана замість цього доставити її до Данії. Данський король добре прийняв її. В цей час пруський кюрфюрст вимагав фінансової компенсації від Швеції, де, навпаки, Рада очікувала забрати її уділ, а також її майно. Нарешті підлітку Христині вдалося домовитися про певні аліменти для матері, додавши до цього з власного гаманця.

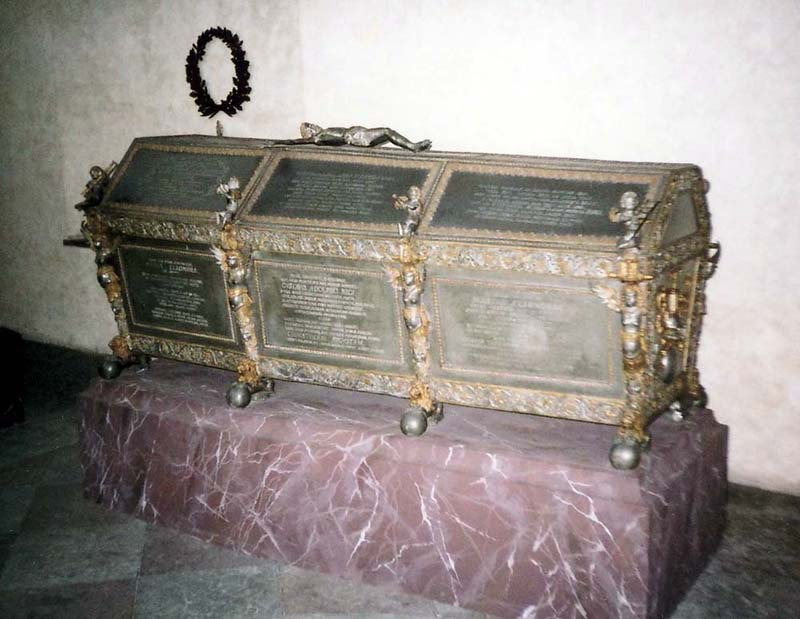
Труна Марії Елеонори в церкві Ріддархольм

У Данії Марія Елеонора стала гостем короля Крістіана IV. Курфюрст Георг-Вільгельм відмовився прийняти свою сестру в Бранденбурзі, тому Марія Елеонора змушена була чекати його смерті в грудні того ж року, перш ніж її племінник дав їй дозвіл відвідати Бранденбург. Тим не менш, новий курфюрст наполягав на тому, що Швеція повинна забезпечити утримання його тітки. Вона отримувала невелику пенсію в 30 000 екю на рік. Через деякий час Марія Елеонора несподівано почала тужити за Швецією і в 1648 році повернулася. Королева Христина пішла назустріч кораблю матері. Воно було затримано через шторм, і молода королева дві ночі спала на відкритому повітрі й піднялася лихоманкою, яка тримала її в ліжку кілька днів. У жовтні 1650 року Марія Елеонора відвідала відкладену церемонію коронації дочки. Потім Христина купила для неї щойно зведений замок Макалос («Незрівнянний»), неподалік від королівського замку в Стокгольмі. Це було б надзвичайно дорого, але Христина так і не заплатила. Натомість вона передала його назад у 1652 році.
У червні 1654 року Христина шокувала всіх, коли вирішила зректися престолу на користь свого двоюрідного брата Карла Густава. У Марії Елеонори були серйозні сумніви щодо зречення дочки та можливого впливу на її фінанси. Христина і Карл Густав відвідали її в Нічепінгу в квітні 1654 року і пообіцяли королеві-вдові , що вона буде забезпечена. Христина зреклася престолу 5 червня 1654 року. Марія Елеонора померла в березні 1655 року. У той час колишня королева Христина жила в Брюсселі; вона прийняла католицтво в грудні 1655 року.

## Подальше читання
- Maria Eleonora of Brandenburg at Svenskt kvinnobiografiskt lexikon

## Зовнішні посилання
- Вікісховище має мультимедійні дані за темою: Марія-Елеонора Бранденбурзька
- Біографія Марії Елеонори Бранденбурзької
- Запис про Марію Елеонору [Архівовано 27 квітня 2020 у Wayback Machine.]